# Itanagar
Itanagar è una suddivisione dell'India, classificata come census town, situata nel distretto di Papum Pare, il quale fa parte dello stato federato dell'Arunachal Pradesh, di cui la stessa Itanagar è capitale. In base al numero di abitanti, la città rientra nella classe III (da 20.000 a 49.999 persone).

## Geografia fisica

### Territorio
La città è situata a 27° 6' 0 N e 93° 37' 0 E e ha un'altitudine di 439 m s.l.m..

## Società

### Evoluzione demografica
Al censimento del 2011 la popolazione di Itanagar assommava a 59 490 persone, delle quali 30 497 maschi e 28 993 femmine. I bambini di età inferiore o uguale ai sei anni assommavano a 7 624.